# Célestin-Anatole Calmels
Pour les articles homonymes, voir Calmels.
Célestin-Anatole Calmels, né à Paris le 26 mars 1822 et mort à Lisbonne en 1906, est un sculpteur français.

## Biographie
Admis à l’École des beaux-arts de Paris en 1837, Célestin-Anatole Calmels est l’élève de François Joseph Bosio et de James Pradier. En 1839, il obtient le second prix de Rome en sculpture qu’il partage avec Jean-Claude Petit, alors que le premier prix est décerné à Théodore-Charles Gruyère avec pour sujet Serment des sept chefs devant Thèbes.
À partir de 1843, il expose régulièrement au Salon des artistes français.
Membre de l’Académie des beaux-arts, il est nommé membre correspondant de l'académie des arts à Lisbonne en 1874.
Vers 1860, il s’établit définitivement à Lisbonne où il fonde une famille en épousant Maria da Piedade Désirat, dont il a trois fils. Il y organise un enseignement de la sculpture et ses cours attirent de nombreux élèves. C’est d’ailleurs au Portugal que se trouvent ses œuvres les plus réputées.
Il meurt à Lisbonne en 1906.

## Œuvres
France
- Amiens, musée de Picardie : Calypso, Salon de 1853 et Exposition universelle de 1855, marbre[1].
- Lille, église Saint-Maurice, chapelle de la Vierge :
  - Naissance de la Vierge, bas-relief en pierre ;
  - Présentation de la Vierge au Temple, bas-relief en pierre.
- Paris :
  - Académie française, salle des séances : Pierre-Simon Ballanche, Salon de 1848, buste en marbre.
  - palais du Louvre, façade du pavillon Rohan : Masséna, 1865, statue en pierre[2].
  - tour Saint-Jacques, second étage : Saint-Clément, 1852.
- Rouen, musée des beaux-arts : Théodore Géricault, buste en marbre.

Portugal
- Gavião : Monument à José Xavier Mouzinho da Silveira (pt)[3]. En 1875, une souscription organisée par le Journal du Commerce est à l’origine de ce monument.
- Lisbonne :
  - cimetière des Plaisirs : Monument funéraire des ducs de Palmela. Calmels réalisa une des pleureuses qui ornent la tombe des ducs de Palmela[4].
  - hôtel de ville : fronton, haut-relief en pierre.
  - place du Commerce : La Gloire couronnant le Génie et la Bravoure, groupe allégorique couronnant l’arc de triomphe dessiné par l’architecte José da Costa[5].
- Porto : Monument à Pierre IV de Portugal, 1866, statue équestre en bronze.

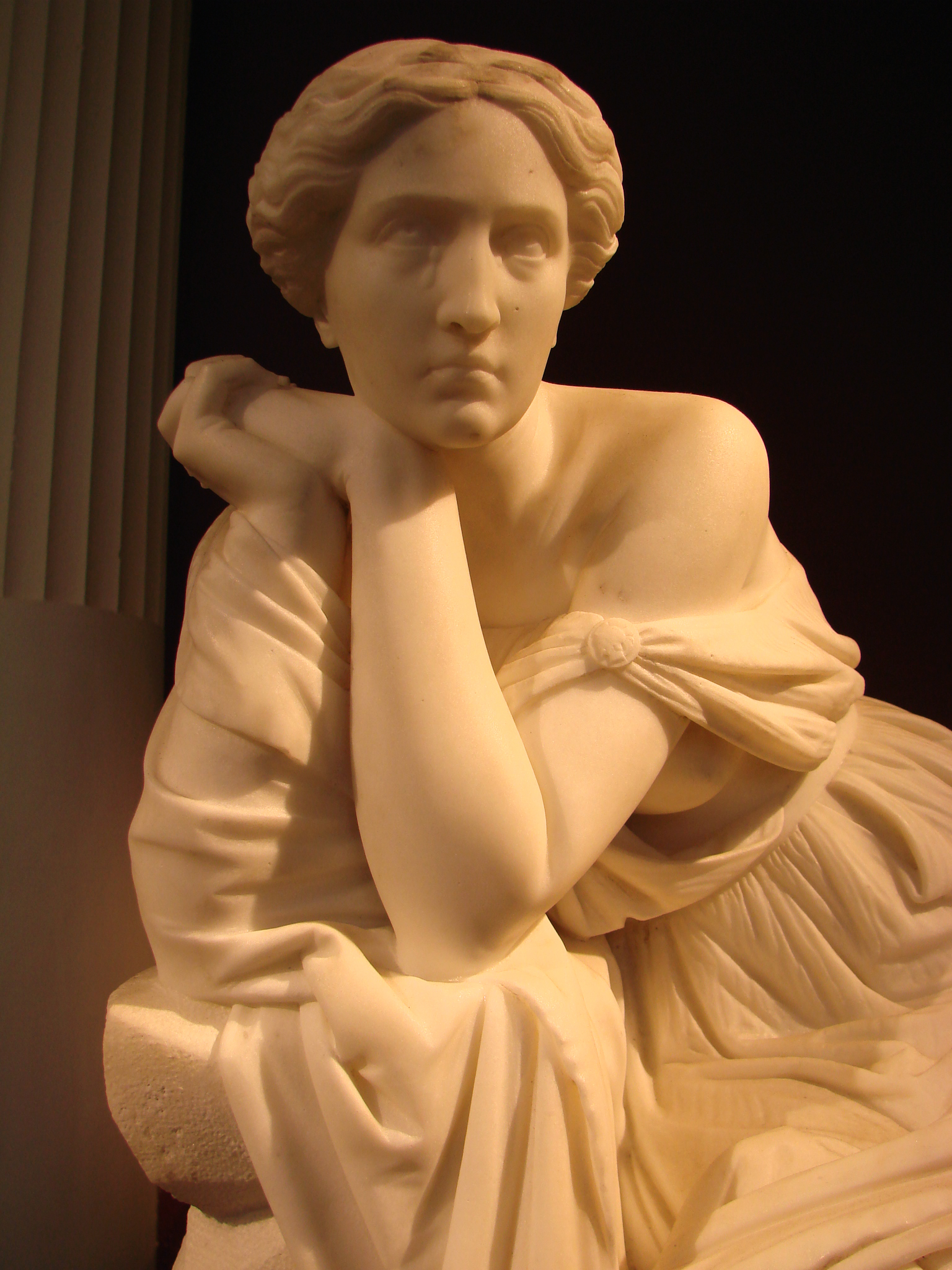
Calypso (1853, détail), Amiens, musée de Picardie.
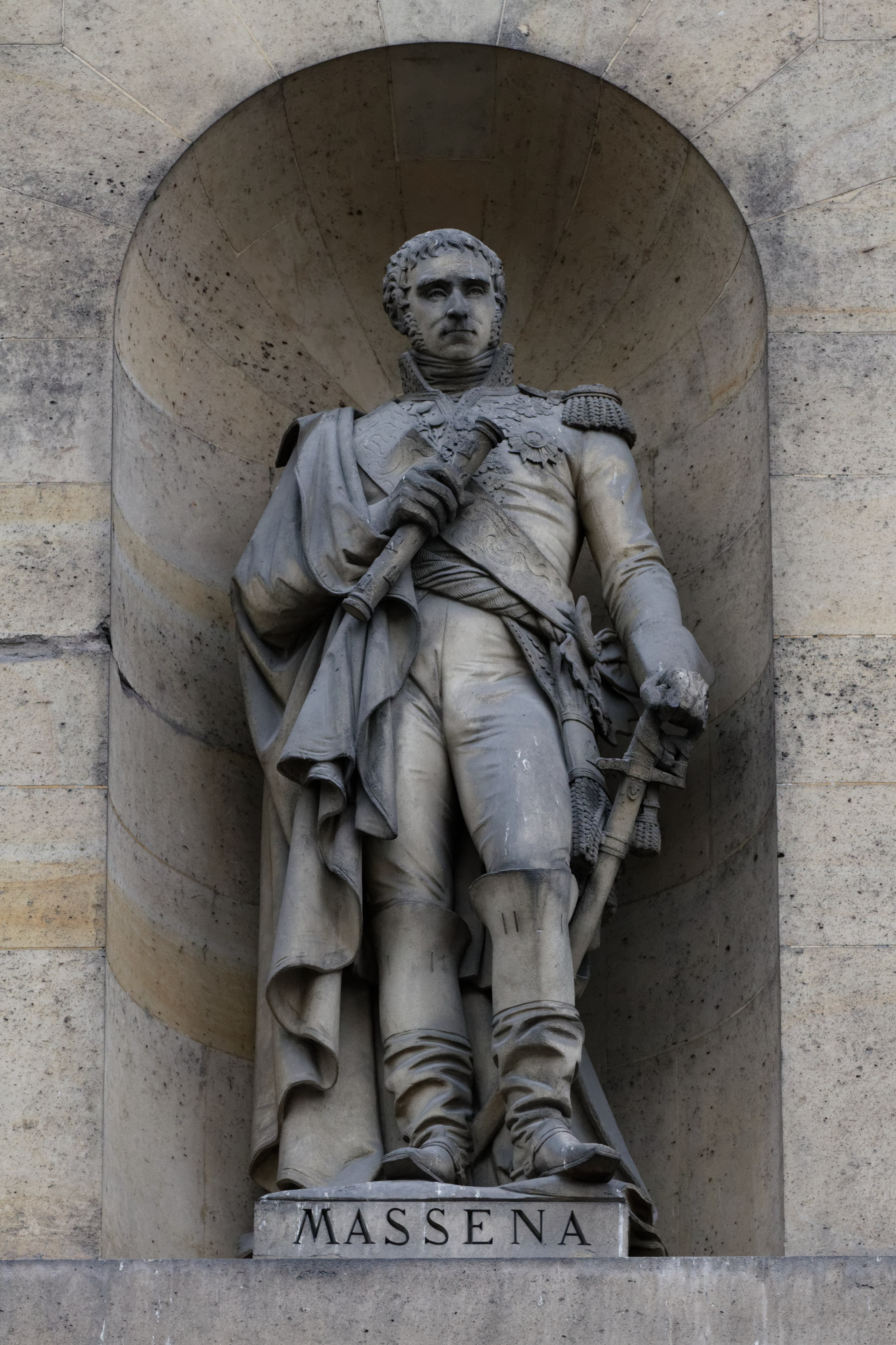
Masséna, 1865, Paris, palais du Louvre.
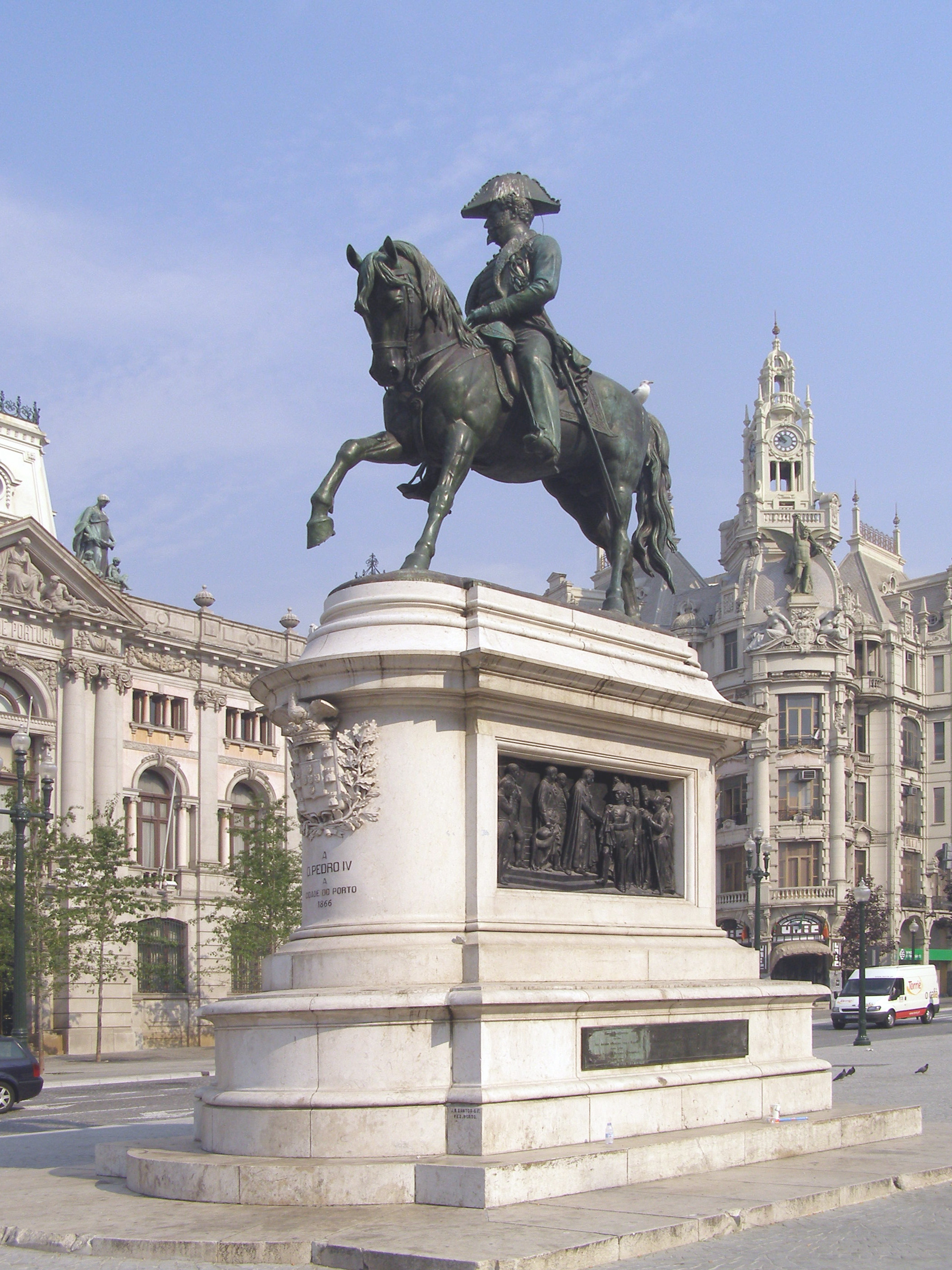
Monument à Pierre IV de Portugal, Porto (1866).
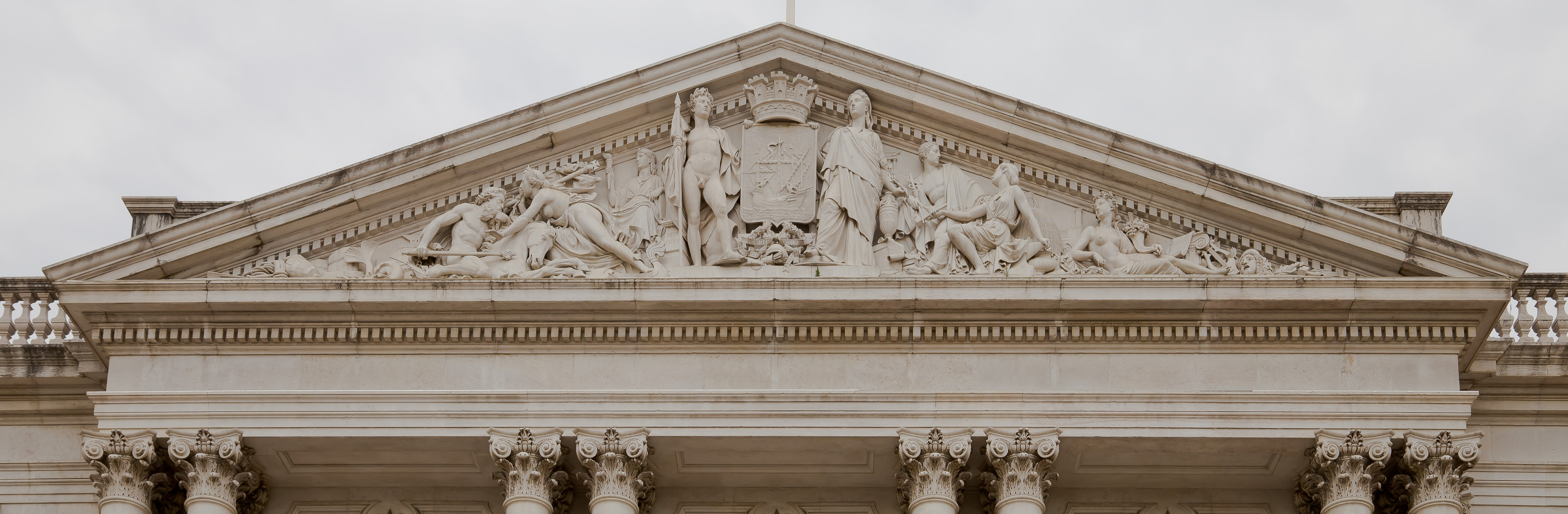
Fronton de l'hôtel de ville de Lisbonne.

## Élèves
- Jean-Baptiste-Désiré-Agénor Chapuy